# Genaro Berón de Astrada
Juan Genaro Berón de Astrada (Corrientes, 19 de septiembre de 1801 - Pago Largo, cerca de Curuzú Cuatiá, 31 de marzo de 1839) fue un político y militar argentino, que gobernó la provincia de Corrientes en oposición al régimen de Juan Manuel de Rosas. Murió al frente de las tropas correntinas en la batalla de Pago Largo.

## Biografía
Era hijo de Juan Vicente Berón de Astrada y María Paula Camelo. Alumno de fray José de la Quintana, Berón de Astrada tomó de joven la carrera de las armas, ascendiendo rápidamente en el "Regimiento de Granaderos a Caballo" local. Organizó la guarnición de Curuzú Cuatiá y fue encargado de la vigilancia de la frontera este de su provincia.
Durante un corto tiempo residió en el Estado Oriental del Uruguay, donde combatió contra Manuel Oribe bajo las órdenes de Fructuoso Rivera; tras la derrota en la batalla de Carpintería regresó a Corrientes, donde fue ascendido a coronel.
Su estrecha relación con el exgobernador Pedro Ferré y sus dotes de mando le permitieron acceder al cargo de gobernador muy joven, en 1837, tras la muerte del gobernador federal Rafael León de Atienza. Su ministro de gobierno fue Pedro Díaz Colodrero.
Al año siguiente llevó a cabo la reforma de la Constitución provincial, dictada en 1821, y abrió los puertos al tráfico marítimo de cabotaje y transatlántico; estas dos eran sus principales preocupaciones, y sus mayores puntos de conflicto con Buenos Aires, cuyo gobernador Juan Manuel de Rosas controlaba el país a través del control del puerto único y de la inexistencia de una Constitución Nacional.
Al producirse el bloqueo francés al Río de la Plata, intentó llegar a un entendimiento con la flota francesa a través del ministro santafesino Domingo Cullen, pero todo quedó en nada a la muerte del gobernador Estanislao López. Al iniciarse la persecución de Rosas contra Cullen, Berón de Astrada se alzó contra aquel, con la anuencia del congreso provincial, el 28 de diciembre de 1838.
Firmó un tratado de alianza con los emigrados unitarios de Montevideo y con el general Rivera. Este forzó la renuncia al gobierno del general Oribe, mientras Berón organizaba un ejército provincial de unos 5.000 hombres, cerca de Curuzú Cuatiá, en el sur de la provincia.
Falto de oficiales experimentados — los únicos con los que contaba eran el general Manuel Olazábal y algunos tuvichás (caciques) guaraníes — enfrentó al gobernador entrerriano Pascual Echagüe en la batalla de Pago Largo. Este, que contó con la participación clave del entonces coronel Justo José de Urquiza, lo derrotó completamente en una cruenta batalla, en la que resultaron muertos varios oficiales y muchos cientos de soldados.
Al ver que se avecinaba la derrota, se le dio la oportunidad de huir del campo de batalla a Berón de Astrada, pero decidió quedarse y luchar hasta que fue alcanzado, fue torturado y muerto por desmembramiento por los soldados bajo las órdenes de Urquiza.
Una extendida historia, de incomprobable veracidad, asegura que un soldado de Urquiza, José Miño — sacó de su espalda una lonja de piel, con la que hizo hacer una manea y se la obsequió a Urquiza, quien también habría recibido la cabeza. 
De noche (para no ser descubiertos) el sacerdote y las hermanas del muerto colocaron sus despojos en un ataúd y lo enterraron en la ciudad de Corrientes, en la tumba de la madre María Paula, que había fallecido en 1837. Previamente, cortaron mechones de su cabello. Actualmente sus restos se hallan en la Catedral de Nuestra Señora del Rosario (Corrientes).